# Aire d'attraction de Vitry-le-François
L'aire d'attraction de Vitry-le-François est un zonage d'étude défini par l'Insee pour caractériser l’influence de la commune de Vitry-le-François sur les communes environnantes. Publiée en octobre 2020, elle se substitue à l'aire urbaine de Vitry-le-François, qui comportait 62 communes dans le zonage de 2010.

### Carte

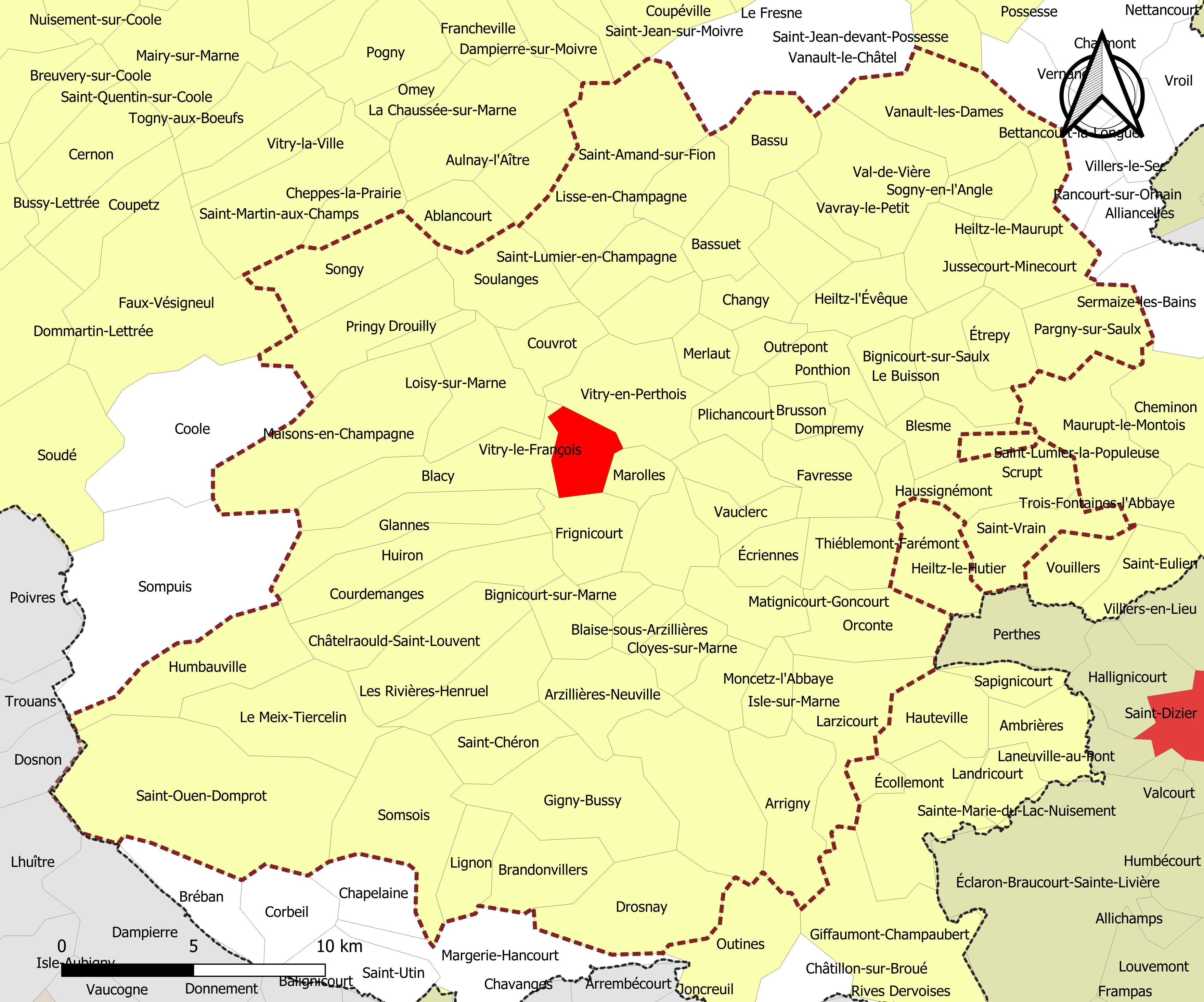
Carte de l'aire d'attraction de Vitry-le-François.
Commune-centre
Commune de la couronne

## Définition
L'aire d'attraction d'une ville est composée d’un pôle, défini à partir de critères de population et d’emploi ainsi que d’une couronne constituée des communes dont au moins 15 % des actifs travaillent dans le pôle. Le pôle d’attraction constitue ainsi un point de convergence des déplacements domicile-travail,.

## Géographie
L’aire d'attraction de Vitry-le-François est une aire intra-départementale qui comporte 73 communes dans la Marne. 

### Composition communale
| Catégorie               | Département | Communes | Communes |
| Catégorie               | Département | Nombre   | Libellé |
| ----------------------- | ----------- | -------- | --- |
| Commune-centre          | Marne       | 1        | Vitry-le-François. |
| Communes de la couronne | Marne       | 72       | Arrigny, Arzillières-Neuville, Bassu, Bassuet, Bignicourt-sur-Marne, Bignicourt-sur-Saulx, Blacy, Blaise-sous-Arzillières, Blesme, Brandonvillers, Brusson, Le Buisson, Changy, Châtelraould-Saint-Louvent, Cloyes-sur-Marne, Courdemanges, Couvrot, Dompremy, Val-de-Vière, Drosnay, Drouilly, Écriennes, Étrepy, Favresse, Frignicourt, Gigny-Bussy, Glannes, Haussignémont, Heiltz-le-Maurupt, Heiltz-l'Évêque, Huiron, Humbauville, Isle-sur-Marne, Jussecourt-Minecourt, Larzicourt, Lignon, Lisse-en-Champagne, Loisy-sur-Marne, Luxémont-et-Villotte, Maisons-en-Champagne, Marolles, Matignicourt-Goncourt, Le Meix-Tiercelin, Merlaut, Moncetz-l'Abbaye, Norrois, Orconte, Outrepont, Pargny-sur-Saulx, Plichancourt, Ponthion, Pringy, Reims-la-Brûlée, Les Rivières-Henruel, Saint-Amand-sur-Fion, Saint-Chéron, Saint-Lumier-en-Champagne, Saint-Ouen-Domprot, Saint-Quentin-les-Marais, Saint-Remy-en-Bouzemont-Saint-Genest-et-Isson, Saint-Vrain, Scrupt, Sogny-en-l'Angle, Somsois, Songy, Soulanges, Thiéblemont-Farémont, Vanault-les-Dames, Vauclerc, Vavray-le-Grand, Vavray-le-Petit, Vitry-en-Perthois. |

## Démographie
Cette aire est catégorisée dans les aires de moins de 50 000 habitants, une catégorie qui regroupe 12,2 % de la population au niveau national,.